# Konrad Büttner (Politiker)
Konrad Büttner (* 27. Oktober 1830 in Engelbostel; † 10. Mai 1913 in Hannover) war ein deutscher Kommunalpolitiker, Ortsvorsteher, Maurermeister und Ziegeleibesitzer.

## Leben
Konrad Büttner wurde zu Beginn der Industrialisierung im Königreich Hannover in dem kleinen Ort Engelbostel geboren.
Nach der Annexion des Königreichs durch Preußen siedelte Büttner im Jahr 1868 zunächst als Anbauer in das – damalige – Dorf Vahrenwald über. Dort wirkte der Unternehmer als Maurermeister und war Besitzer einer Ziegelei.
In der Gründerzeit des Deutschen Kaiserreichs übernahm Konrad Büttner von seinem Amtsvorgänger Heinrich Hanebuth ab 1878 die Aufgabe des – gewählten – Vorstehers Vahrenwalds. Nachdem dort für die Dorfgemeinschaft jedoch nahezu unlösbare Infrastruktur-Probleme durch die Ansiedlung von Gewerbe- und Industriebetrieben entstanden, führte Büttner „federführend für die Gemeindeversammlung“ Verhandlungen mit der Stadt Hannover über eine Eingemeindung seines Dorfes. Gemeinsam mit Heinrich Friedrich Christian Wilhelm Kollenrodt für das Dorf List, Carl Bohnhorst für Hainholz und Friedrich Markgraf für Herrenhausen unterzeichnete Büttner am 19. November 1890 mit dem Vertreter des Magistrats der Stadt Hannover, Stadtdirektor Ferdinand Haltenhoff, eine 33 Paragraphen umfassende Vereinbarung. Darin hatte der letzte Gemeindevorsteher von Vahrenwald u. a. ausgehandelt, dass die Straßen der von ihm vertretenen Gemeinde jährlich in der dunklen Jahreszeit vom 1. Oktober bis 1. April auf Kosten der Stadt Hannover mit insgesamt 45 Straßenlaternen beleuchtet werden sollten, anfangs mit Petroleum.

## Büttnerstraße
Noch zu Lebzeiten Büttners und im Jahr nach der Eingemeindung Vahrenwalds wurde der um 1850 angelegte Feldweg, an dem sich der letzte Gemeindevorsteher des Dorfes angebaut hatte und der von der späteren Vahrenwalder Straße bis zum Kabelkamp im späteren Stadtteil Brink-Hafen führte, im Jahr 1892 Büttnerstraße benannt.